# Palmeiras Resort-Tavira/Saison 2010
Dieser Artikel listet Erfolge und Mannschaft des Radsportteams Palmeiras Resort-Tavira in der Saison 2010 auf.

## Erfolge in der Continental Tour
| Datum         | Rennen                                                     | Kat. | Fahrer          |
| ------------- | ---------------------------------------------------------- | ---- | --------------- |
| 10. Juni      | 1. Etappe Volta ao Alentejo                                | 2.2  | Cândido Barbosa |
| 12. Juni      | 3. Etappe Volta ao Alentejo (EZF)                          | 2.2  | David Blanco    |
| 10.–13. Juni  | Gesamtwertung Volta ao Alentejo                            | 2.2  | David Blanco    |
| 7. Juli       | Prolog Grande Prémio Internacional de Torres Vedras        | 2.2  | Cândido Barbosa |
| 9. Juli       | 2. Etappe Grande Prémio Internacional de Torres Vedras     | 2.2  | Cândido Barbosa |
| 11. Juli      | 4. Etappe Grande Prémio Internacional de Torres Vedras     | 2.2  | Cândido Barbosa |
| 7.–11. Juli   | Gesamtwertung Grande Prémio Internacional de Torres Vedras | 2.2  | Cândido Barbosa |
| 8. August     | 4. Etappe Volta a Portugal                                 | 2.1  | David Blanco    |
| 12. August    | 7. Etappe Volta a Portugal                                 | 2.1  | David Blanco    |
| 15. August    | 10. Etappe Volta a Portugal                                | 2.1  | Cândido Barbosa |
| 4.–15. August | Gesamtwertung Volta a Portugal                             | 2.1  | David Blanco    |
| 16. September | 6. Etappe Tour of Bulgaria                                 | 2.2  | Daniel Mestre   |

## Zugänge – Abgänge
| Zugänge | Team 2009 | Abgänge            | Team 2010       |
| ------- | --------- | ------------------ | --------------- |
|         |           | Krassimir Wassilew | SK Dobrich 1905 |
|         |           | Martín Garrido     | Unbekannt       |

## Mannschaft
| Name              | Geburtstag         | Nationalität           |
| ----------------- | ------------------ | ---------------------- |
| Cândido Barbosa   | 31. Dezember 1974  | Portugal               |
| David Blanco      | 3. März 1975       | Spanien                |
| Samuel Caldeira   | 30. November 1979  | Portugal               |
| André Cardoso     | 3. September 1984  | Portugal               |
| Henrique Casimiro | 22. April 1986     | Portugal               |
| David Livramento  | 18. Dezember 1983  | Portugal               |
| Alejandro Marque  | 23. Oktober 1981   | Spanien                |
| Daniel Mestre     | 1. April 1986      | Portugal               |
| Ricardo Mestre    | 11. September 1983 | Portugal               |
| Luís Silva        | 22. Oktober 1984   | Portugal               |
| Tomas Swift       | 29. August 1983    | Vereinigtes Königreich |
| Nelson Vitorino   | 17. August 1975    | Portugal               |